# نیودیل سبز

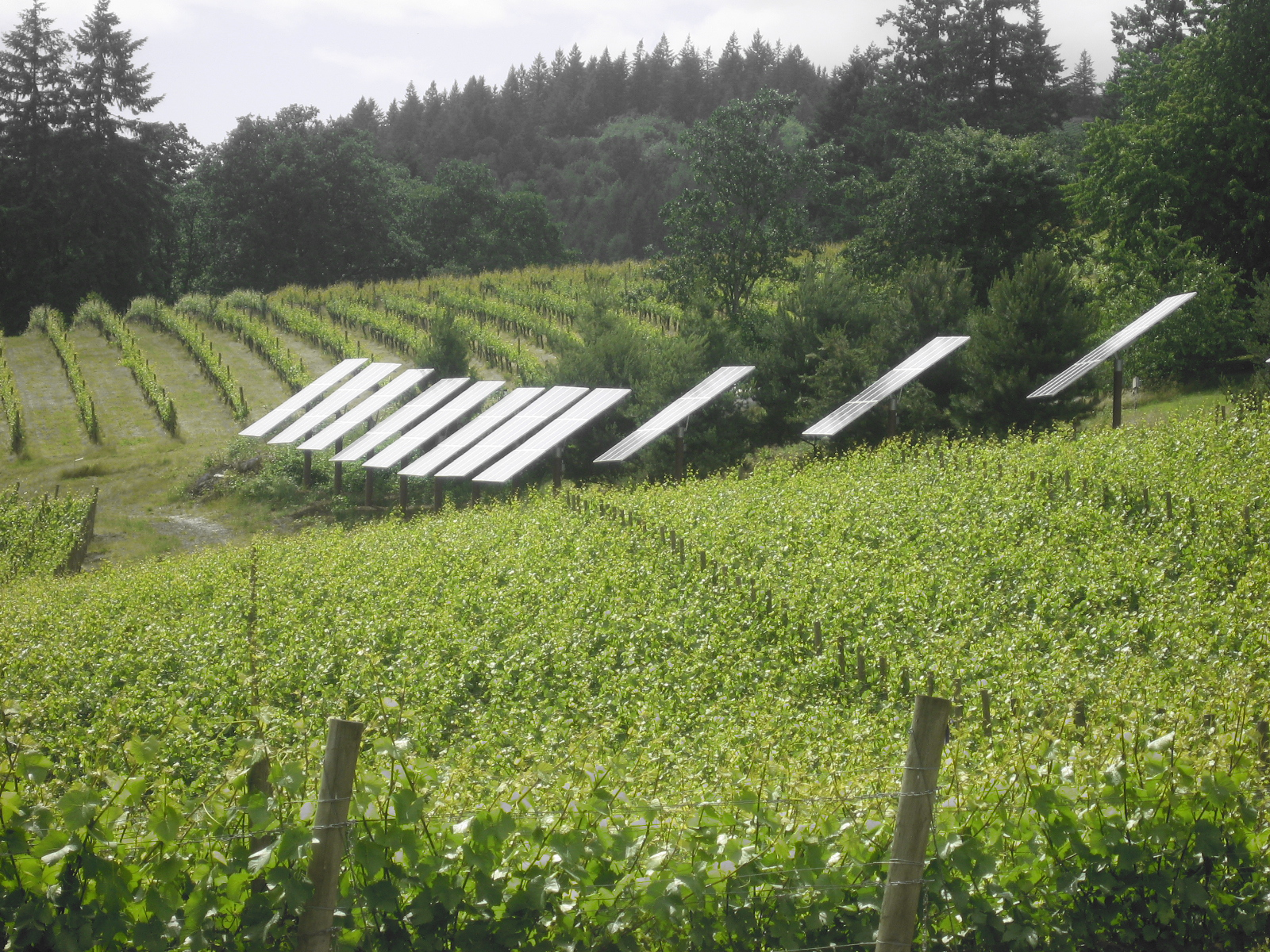
تاکستانی در اورگان با استفاده از انرژی خورشیدی (تجدید پذیر)

نیو دیل سبز (به انگلیسی: Green New Deal) یک برنامه محرک اقتصادی پیشنهاد شده در ایالات متحده است که هدف آن رسیدگی و ارائه راه حل برای نابرابری اقتصادی و تغییر اقلیم است. نام آن به نیو دیل اشاره دارد. نیو دیل تلفیقی از اصلاحات اجتماعی و اقتصادی و پروژه‌های فواید عامه بود که رئیس‌جمهور فرانکلین روزولت در پاسخ به بحران اقتصادی بزرگ آمریکا اجرا کرد. حامیان نیو دیل سبز از ترکیبی از رویکرد اقتصادی روزولت و ایده‌های مدرنی چون انرژی تجدیدپذیر و بهینگی منابع دفاع می‌کنند.
از اوایل دهه ۲۰۰۰ به‌ویژه از سال ۲۰۱۸، پیشنهادهایی برای "معامله جدید سبز" هم در ایالات متحده و هم در سطح بین‌المللی مطرح شده بود. اولین سیاستمدار ایالات متحده که در پلت فرم سبز نیو دیل شرکت کرد هووی هاوکینز از حزب سبز بود که در سال ۲۰۱۰ برای فرمانداری نیویورک کاندید شد. کاندیدای ریاست جمهوری حزب سبز، جیل استین، در سال ۲۰۱۲ و ۲۰۱۶ در کار پلتفرم سبز نیودیل شرکت کرد.
در کنگره ۱۱۶ام این برنامه به زوج طرح‌های ۱۰۹ مجلس نمایندگان و ۵۹ سنا اشاره دارد که نماینده الکسندریا اوکاسیو کورتز و سناتور اد مارکی آن را تقدیم کرده‌اند. در اتحادیه اروپا، پیشنهادی در ۲۰۱۹ از سوی کمیسیون اروپا برای یک توافق سبز اروپایی توسط شورای اروپا و در ژانویه ۲۰۲۰، توسط پارلمان اروپا هم مورد حمایت قرار گرفت.